# PDCP
PDCP (ang. Packet Data Convergence Protocol) - protokół używany w sieciach komórkowych pracujących w standardach UMTS, LTE i 5G. PDCP znajduje się w Radiowym Stosie Protokółów, świadcząc usługi dla wyższej warstwy RRC oraz innych wyższych warstw płaszczyzny transferu danych użytkownika. Bezpośrednio pod protokołem PDCP znajduje się protokół RLC.
Główne funkcjonalności dostarczane przez warstwę PDCP:
- transfer danych płaszczyzny użytkownika
- transfer danych płaszczyzny kontrolnej
- kompresja nagłówków pakietów
- szyfrowanie pakietów
- kontrola integralności pakietów

PDCP zostało opisane w specyfikacjach opublikowanych przez stowarzyszenie 3GPP:
- TS 25.323 dla sieci UMTS
- TS 36.323 dla sieci LTE
- TS 38.323 dla sieci 5G

Maksymalny rozmiar zarówno SDU jak i PDU warstwy kontrolnej protokołu to 9000 bajtów (dla specyfikacji TS 38.323).